# NDA (песня)
«NDA» (с англ. — «Соглашение о неразглашении») — песня американской певицы Билли Айлиш, вышедшая 9 июля 2021 года на лейблах Darkroom и Interscope Records, как пятый сингл из второго студийного альбома Happier Than Ever. Айлиш и её брат Финнеас О’Коннелл написали её в соавторстве, в то время как последний занимался продюсированием. В лирическом плане песня говорит о борьбе Айлиш за славу и за личную жизнь, а также затрагивает её отношения.
В тот же день был выпущен музыкальный видеоклип на «NDA», режиссёром которого стала сама Айлиш. Снятое за один раз видео изображает Айлиш, идущую в одиночестве по пустынной дороге, а вокруг неё мчатся машины.

## История

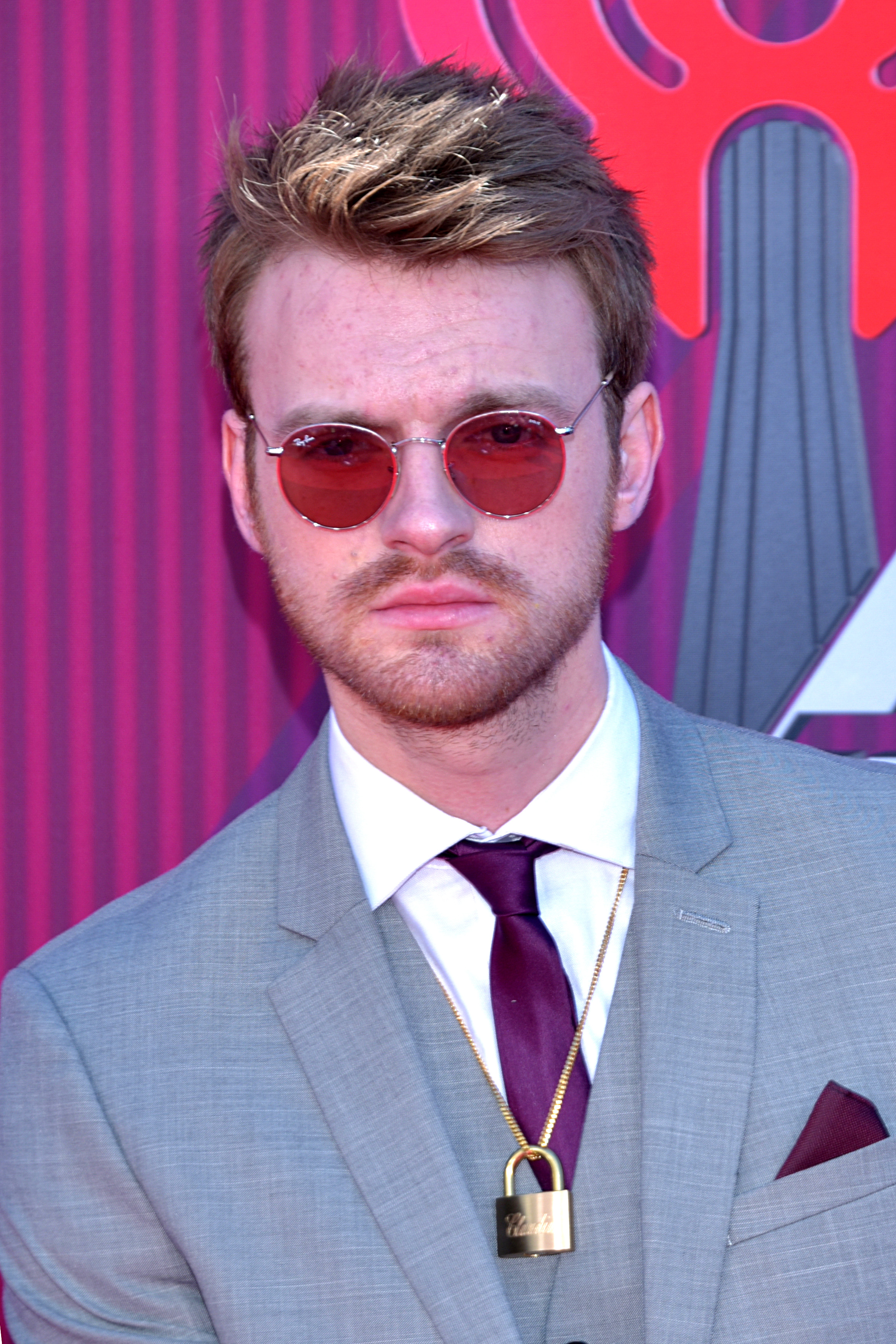
Финнеас О’Коннелл, брат, продюсер и соавтор Айлиш.

27 апреля 2021 года Билли Айлиш анонсировала свой второй студийный альбом Happier Than Ever (2021). Выпуск «NDA» сделал его пятым синглом с альбома после предыдущего сингла «Lost Cause», который был выпущен за месяц до «NDA» 2 июня 2021 года.
«NDA» был анонсирован в Instagram-сообщении Айлиш вместе с музыкальным видео 1 июля 2021 года. Песня была написана в соавторстве Айлиш и её братом Финнеасом О’Коннеллом, последний также продюсировал трек. Мастерингом занимался Дэйв Катч, а сведением — Роб Кинельски, которые оба также работали в студии.

## Композиция
«NDA» это минималистская, пульсирующая, похожая на транс, поп и гиперпоп-песня, в которой представлены атмосферные синтезаторы, суб-бас и сдвоенный шепчущий вокал Айлиш. Саванна Робертс из Capital FM считает, что песня удачно «попала в экспериментальную жилку Билли», в то время как Вики Грир из Gigwise считает, что певица «возвращается к более мрачному альт-попу». Лирически она поёт о своей славе, частной жизни, отношениях и сталкерах.

## Отзывы
Песня NDA получила одобрение музыкальных критиков и поклонников, которые высоко оценили темы, продакшн и многогранность вокального исполнения Айлиш.

## Музыкальное видео
Музыкальное видео на «NDA» было снято Айлиш и загружено на её официальный аккаунт канала YouTube 9 июля 2021 года. В одно-кадровом видео, где вся сцена снята с одним непрерывным дублем, показано, как Айлиш идёт одна ночью по пустынной дороге, а вокруг неё мчатся 25 автомобилей. В интервью Apple Music Айлиш рассказала, что это не исходная концепция музыкального видео, и что оригинал был отменён из-за сложностей.
Крис Уиллман из Variety увидел в видеоклипе продолжение «фирменного едкого юмора и резкого языка» Айлиш. Алтея Легаспи из Rolling Stone сравнила доверие между Айлиш и водителями с тем, что ассоциируется с соглашением о неразглашении (Non-disclosure agreement), отчего песня так и названа.

## Коммерческий успех
Как и два предыдущих сингла альбома Happier Than Ever, «NDA» имел умеренный коммерческий успех, что вызвало критику со стороны некоторых поклонников Айлиш, назвавших это время её «эпохой фиаско».

## Концертные исполнения
16 июля 2021 года на канал Айлиш на YouTube было загружено живое исполнение песни в студии. Выступление проходило в комнате со стробоскопами и кроме Айлиш, в клипе снялись её брат Финнеас, играющий на синтезаторе, и Эндрю Маршалл на ударных. Уилл Шуб из uDiscover Music назвал это выступление «захватывающим», «энергичным и очень эмоциональным». За день до выхода альбома она исполнила «NDA» и «Billie Bossa Nova» в немецкой программе Unserding. 5 августа 2021 года Айлиш исполнила «NDA», наряду с другими треками альбома и кавером на песню Frances Langford «I'm in the Mood for Love» в программе BBC Radio 1 Live Lounge.

## Участники записи
По данным сервиса Tidal.
- Билли Айлиш — вокал
- Финнеас О’Коннелл — продюсер
- Билли Эйлиш и Финнеас О’Коннелл — авторы песен
- Дэйв Катч — мастеринг-инженер, персонал студии
- Роб Кинельски — звукоинженер по сведению, персонал студии

## Чарты
| Чарт (2021)                                  | Высшая позиция |
| -------------------------------------------- | -------------- |
| Австралия (ARIA)                             | 16             |
| Австрия (Ö3 Austria Top 40)                  | 31             |
| Канада (Billboard Canadian Hot 100)          | 18             |
| Чехия (Singles Digitál Top 100)              | 36             |
| Франция (SNEP)                               | 104            |
| Германия (GfK)                               | 35             |
| Мир (Billboard Global 200)                   | 20             |
| Греция (IFPI)                                | 34             |
| Ирландия (IRMA)                              | 13             |
| Литва (AGATA)                                | 10             |
| Нидерланды (Single Top 100)                  | 55             |
| Новая Зеландия (Recorded Music NZ)           | 14             |
| Норвегия (VG-lista)                          | 16             |
| Португалия (AFP)                             | 33             |
| Сингапур (RIAS)                              | 25             |
| Словакия (Singles Digitál Top 100)           | 31             |
| Швеция (Sverigetopplistan)                   | 25             |
| Швейцария (Schweizer Hitparade)              | 27             |
| Великобритания (OCC UK Singles)              | 23             |
| США (Billboard Hot 100)                      | 39             |
| США (Billboard Hot Rock & Alternative Songs) | 3              |
| США (Billboard Pop Airplay)                  | 25             |
| США (Billboard Rock & Alternative Airplay)   | 33             |

| Чарт (2021)                                   | Позиция |
| --------------------------------------------- | ------- |
| США (Hot Rock & Alternative Songs, Billboard) | 30      |

## История релиза
| Страна | Дата         | Формат                     | Лейбл               | Источники |
| ------ | ------------ | -------------------------- | ------------------- | --------- |
| Разные | 9 июля 2021  | Цифровые загрузки стриминг | Darkroom Interscope | [ 6 ]     |
| Италия | 9 июля 2021  | Contemporary hit radio     | Universal           | [ 49 ]    |
| США    | 20 июля 2021 | Contemporary hit radio     | Darkroom Interscope | [ 50 ]    |